# Rudolf Asel
Gotthelf Rudolf Asel, född 18 april 1816 i Ruhla vid Eisenach, död 11 september 1851 i Stockholm, var en svensk-tysk miniatyrmålare. Han var från 1842 gift med Carolina Maria Röhl.
Asel invandrade till Sverige i slutet av 1830-talet. Han studerade troligen måleri för porslinsmålaren Wilhelm Heinemann. Till hans mer kända arbeten räknas porträttminiatyrer av Oskar I och Karl XV som kronprins. Asel är representerad på Nationalmuseum med två miniatyrporträtt och  Skoklosters slott.